# Robert Hale's Ambition
Robert Hale's Ambition è un cortometraggio muto del 1913 diretto da Oscar Eagle. Prodotto dalla Selig Polyscope Company, aveva come interpreti Norman Fowler, Vera Hamilton, Grant Foreman, George L. Cox.

## Produzione
Il film fu prodotto dalla Selig Polyscope Company.

## Distribuzione
Distribuito dalla General Film Company, il film - un cortometraggio in una bobina - uscì nelle sale cinematografiche statunitensi l'8 aprile 1913.